# Allentsteig
Allentsteig è un comune austriaco di 1 926 abitanti nel distretto di Zwettl, in Bassa Austria; ha lo status di città (Stadtgemeinde). Ha inglobato i comuni soppressi di Bernschlag e Thaua.